# Bussy-la-Pesle (Nièvre)
Bussy-la-Pesle település Franciaországban, Nièvre megyében. Lakosainak száma 53 fő (2022. január 1.). Bussy-la-Pesle Brinon-sur-Beuvron, Champallement, Champlin, Chevannes-Changy és Neuilly községekkel határos.

## Népesség
A település népességének változása:
| Lakosok száma | 52   | 57   | 56   | 55   | 54   | 53   | 53   | 53   |
|               | 2013 | 2015 | 2017 | 2018 | 2019 | 2020 | 2021 | 2022 |